# Onthophagus flavocinctus
Onthophagus flavocinctus là một loài bọ cánh cứng trong họ Bọ hung (Scarabaeidae).